# Wypuszczenie Mojżesza na rzekę
Wypuszczenie Mojżesza na rzekę – obraz francuskiego malarza Nicolasa Poussina.
Temat obrazu został zaczerpnięty ze Starego Testamentu z Księgi Wyjścia. W całej swojej twórczości, Poussin namalował ok. dziewiętnaście obrazów ilustrujących życie Mojżesza. Motyw Wypuszczenia Mojżesza na rzekę przedstawił tylko raz, gdy już kolejny wątek Znalezienie Mojżesza podjął czterokrotnie.

## Opis obrazu
Artysta ukazuje moment, gdy Jochabela wypuszcza koszyk z niemowlęciem. Narracja zaczyna się z lewej strony, gdzie Poussin przedstawił Amrama, ojca Mojżesza i jego syna Aarona. Na twarzy ojca widać zatroskanie i ból spowodowany niepewnym losem syna. Nagi chłopiec odwraca głowę, ostatni raz patrząc na swojego młodszego brata. Dziecko w koszyku ma wyciągniętą rączkę jakby się żegnało z rodziną. W centralnej części obrazu ukazana została Jochabela, klęcząca nad brzegiem i wypuszczająca z rąk koszyk. Jej głowa skierowana jest natomiast w stronę Miriam, z którą nawiązuje kontakt wzrokowy. Kobieta, również patrzy w stronę koszyka z dzieckiem, jednocześnie wskazując na ogrody pałacowe faraona po drugiej stronie rzeki. Tam widać córkę faraona wraz ze swoją świtą. Palcem prawej dłoni ucisza dziecko, choć skierowany jest bardziej do widza. Zapowiada tajemnicę przyszłych wydarzeń; będąc w służbie córki faraona spowodowała, że Jokebed została mamką Mojżesza, nie ujawniając przy tym ich prawdziwej tożsamości. Na to, że mamy do czynienia ze starotestamentową opowieścią związaną z Mojżeszem wskazuje mężczyzna w objęciach sfinksa ukazanych z prawej stronie. Sfinks i wznoszony przez mężczyznę róg obfitości są symbolami Nilu, głównej rzeki Egiptu i jego żywicielki.
Tło zilustrowanej opowieści stanowi mieszanka rzymskich budowli m.in. widoczne są zarysy fortecy Sant’Angelo.